# Ледовый дворец (Нижний Новгород)
Ледовый дворец — строящийся ледовый дворец хоккейного клуба «Торпедо» на улице Стрелка в Нижнем Новгороде. Строительные работы начались в 2022 году и должны завершиться к осени 2025 года. Располагается на Стрелке между футбольным стадионом «Нижний Новгород» и Александро-Невским собором.
Ледовый дворец может принимать соревнования по хоккею, фигурному катанию и кёрлингу. Также он может использоваться для проведения других массовых выставочных, зрелищных и культурно-развлекательных мероприятий. В стенах дворца находятся основной и тренировочные катки, спортивные залы, кафе и ресторан, а также комментаторские, административные и технические помещения.

## Строительство

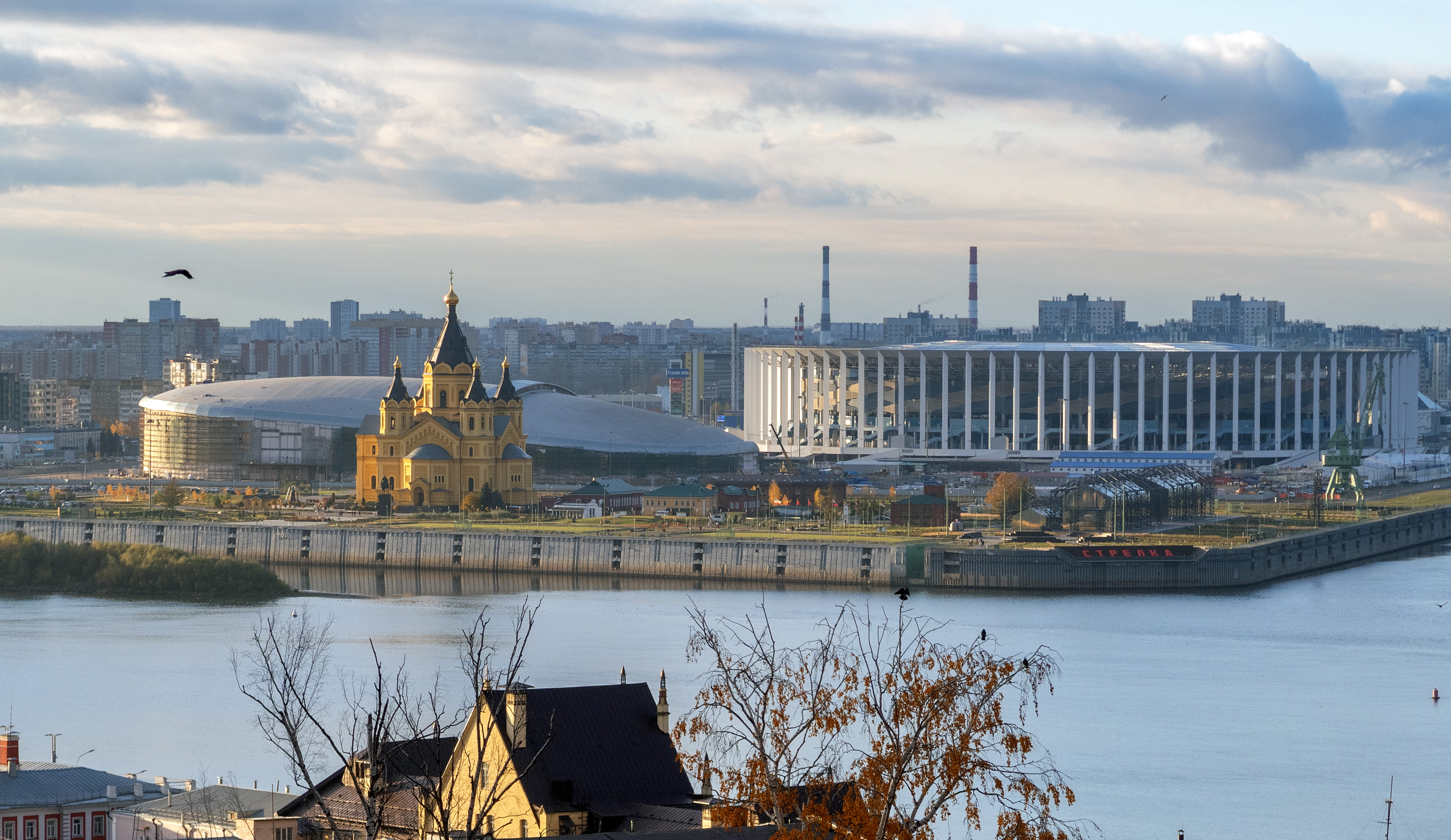
Вид на строящийся Ледовый дворец с правого берега Оки. Октябрь 2024 г.

Необходимость в новом ледовом дворце в Нижнем Новгороде появилась после реконструкции КРК «Нагорный» в 2007 году, а также со вступлением «Торпедо» в Континентальную хоккейную лигу. В 2012 году появились первые новости о строительстве ледового дворца вместимостью 15 000 человек вблизи Комсомольской площади. Впрочем, этот проект был заброшен.
В 2018 году появился новый проект ледового дворца на Стрелке рядом с недавно открытым к Чемпионату мира по футболу 2018 футбольному стадиону «Нижний Новгород». Изначально строительство дворца должно было начаться в том же 2018 году, но в связи с пандемией COVID-19 проект был отложен на неопределённый срок.
Строительство ледового дворца началось летом 2022 года. Спортивный комплекс возведён по концессионному соглашению между региональным правительством и дочерней организацией Корпорации развития Нижегородской области — ООО «Ледовый дворец». Выполнение работ обошлось примерно в 15 млрд рублей: были использованы средства из федеральной и региональной казны, а также из внебюджетных источников.

## Описание
Высота дворца на 11 м ниже стадиона «Нижний Новгород» и на 30 м ниже шпиля Александро-Невского собора.
Внутри дворца находятся основная арена, а также тренировочный и универсальный катки размером 60х26 метра (с возможностью трансформации борта до размеров 60х28 и 60х30 м; универсальный каток может быть трансформирован в пространство для игры в кёрлинг на 4 дорожки), универсальный зал, акробатический и тренажёрный залы. Также во дворце присутствуют кафе, ресторан, лаунж зона, детские комнаты, командная и VIP-ложи.
Внешне объект похож на Хумо Арену, но чаша арены кардинально отличается, и является уникальной в России за счёт близости первого ряда трибун к коробке и крутости трибун.
- общая площадь 70 000 м²
- площадь территории 2,8 га
- высота здания 38 м
- ширина здания 147 м
- длина здания 243 м
- угол наклона трибун первого яруса 31 градус, второго - 35 градусов
- вместимость без учёта VIP-лож 12 164 зрителей
- вместимость тренировочного катка 200 зрителей
- вместимость универсального катка 200 зрителей
- основная арена 60×26 м
- тренировочный каток 60×26 м
- универсальный каток 60×26 м (с возможностью трансформации под площадку для кёрлинга 54×34 м)

Дворец имеет 5 этажей:
- 1 этаж — входные группы для команд, раздевалки, три ледовые площадки
- 2 этаж — зона для зрителей, гардеробы и буфеты
- 3 этаж — зона для VIP-гостей
- 4 этаж — второй ряд зрительских трибун
- 5 этаж — администрация и технические помещения

## Расположение и транспорт
Арена расположена на улице Стрелка, вблизи футбольного стадиона «Нижний Новгород». Рядом находится станция метро «Стрелка». Также в ближайшей доступности Волжская набережная, стрелка Оки и Волги, Александро-Невский собор, Нижегородская ярмарка и Мещерское озеро.
Ближайшие остановки общественного транспорта:
Остановка «стадион Нижний Новгород»:
- автобусы 7, 18, 52, 74;
- маршрутное такси т-24.

Остановка «метро Стрелка»:
- автобусы 7, 18, 38, 41, 57, 66, 67, 69, 70;
- маршрутное такси т-24.

## Инциденты
30 мая 2023 года при строительстве ледового дворца погиб арматурщик. По версии следствия, ЧП произошло при работе с башенным краном. При передвижении бетонной плиты машинист причинил арматурщику бригады телесные повреждения, от которых последний скончался.